# 15 Sagittae
15 Sagittae (kurz 15 Sge) ist ein etwa 58 Lichtjahre von der Erde entfernter Hauptreihenstern der Spektralklasse G0 im Sternbild Pfeil. Er ist mit einer scheinbaren Helligkeit von 5,8 mag mit dem bloßen Auge nur unter optimalen Bedingungen zu sehen. Der Stern wird von einem L-Zwerg mit der Bezeichnung 15 Sagittae B begleitet.

## Kühler Begleiter
15 Sagittae B, auch Gliese 779 B und HR 7672 B, ist ein vermutlich substellarer L-Zwerg. Seine Spektralklasse wird auf L6±1.5 geschätzt und anhand von Modellen wird eine Masse von etwa 60 bis 70 Jupitermassen abgeleitet. Unter bestimmten Annahmen wird die Effektivtemperatur auf 1510 bis 1850 K geschätzt. Die Winkeldistanz zum Zentralstern beträgt 0,79", was projiziert einer Entfernung von etwa 14 Astronomischen Einheiten entspricht. Das Objekt wurde 2002 von Liu et al. am Mauna-Kea-Observatorium entdeckt.